# Xiaochang Hu
Xiaochang Hu (chinesisch 天湖 ‚Dünndarmsee‘) ist ein kleiner, schmaler See an der Ingrid-Christensen-Küste des ostantarktischen Prinzessin-Elisabeth-Lands. Er liegt südlich des Discussion Lake auf der Halbinsel Broknes in den Larsemann Hills.
Chinesische Wissenschaftler benannten ihn 1993 deskriptiv im Zuge von Vermessungs- und Kartierungsarbeiten.